# Mediator Dei
Srednik med Bogom in ljudmi (izvirno latinsko Mediator Dei et hominum) je papeška okrožnica (enciklika) Rimskokatoliške Cerkve, ki jo je leta 1947 napisal papež Pij XII.